# Piedicorte-di-Gaggio
Piedicorte-di-Gaggio (kors. Pedicorti) – miejscowość i gmina we Francji, w regionie Korsyka, w departamencie Górna Korsyka.
Według danych na rok 1990 gminę zamieszkiwało 129 osób, a gęstość zaludnienia wynosiła 5 osób/km².